# Asima Chatterjee

Asima Chatterjee, 1993

Asima Chatterjee (* 23. September 1917 in Kalkutta; † 22. November 2006 ebenda) war eine indische Chemikerin.

## Leben
Chatterjee schloss ihr Studium 1938 mit einem Master-Abschluss in organischer Chemie an der University of Calcutta ab. Sie promovierte 1944 bei Prafulla Kumar Bose und Satyendranath Bose als zweite Frau, die von einer indischen Universität einen Doktortitel in Naturwissenschaften erhielt. In Wisconsin war sie 1947/48 Post-Doktorandin, 1948/49 bei László Zechmeister am California Institute of Technology, 1949/50 bei Paul Karrer an der Universität Zürich. Zudem war sie ab 1940 auch in der Lehre tätig, in Kalkutta, wo sie 1962 auch Professorin wurde.
Hauptsächlich forschte sie über Alkaloide, Polyphenole und Terpenoide. Ihre Arbeiten über Alkaloide der Gattungen Kopsia, Schlangenwurz und Immergrün wurden international beachtet. Sie wurde vielfach ausgezeichnet.
1940 gründete sie die Fakultät für Chemie an der University of Calcutta  1961 erhielt sie als erste Frau den Shanti Swarup Bhatnagar Science Award. Sie gründete das Natural Resource Institute of Ayurvedic Drug Development (NRIAAD), das das chemische, botanische und pharmakologische Potenzial von Medikamenten aus indischen Heilpflanzen erforscht.
1975 wurde sie als erste Frau zur Generalpräsidentin der Indian Science Congress Association gewählt. Sie wurde in das Oberhaus des indischen Parlaments berufen.
Am 23. September 2017 wurde sie mit einem Google Doodle geehrt.

## Mitgliedschaft
Asima Chatterjee was seit 1960 ein gewähltes Mitglied des National Institute of Sciences of India (NISI), das später in Indian National Science Academy (INSA) umbenannt wurde.